# Neoconservadorismo

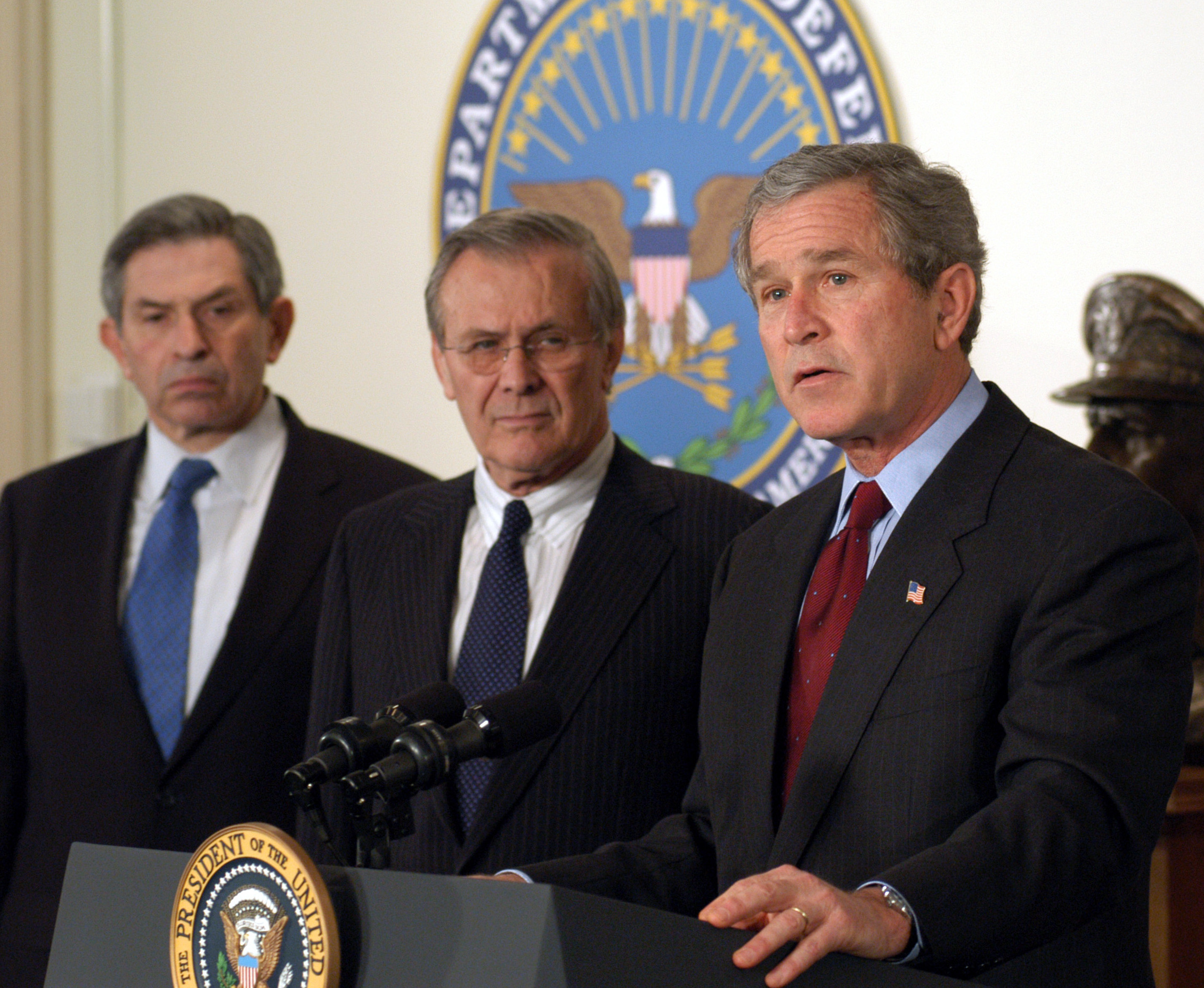
(da esquerda para a direita) Paul Wolfowitz, Donald Rumsfeld e o ex-presidente dos Estados Unidos George W. Bush foram proeminentes neoconservadores dos anos 2000.

Neoconservadorismo (ou neocon) é uma corrente da filosofia política que surgiu nos Estados Unidos a partir da rejeição do liberalismo social, pacifismo, relativismo moral, social-democracia e da contracultura da Nova Esquerda dos anos 1960. Alguns também começaram a questionar suas crenças social-liberais em relação às políticas domésticas, como a Grande Sociedade. Os neoconservadores normalmente defendem a promoção da democracia e do intervencionismo nos assuntos internacionais, incluindo a paz pela força, e são conhecidos por defender o desdém pelo comunismo e pelo radicalismo político.
O neoconservadorismo influenciou o governo George W. Bush, representando um realinhamento da política estadunidense e a "conversão" de alguns membros da esquerda para a direita do espectro político.
Neoconservadores proeminentes na administração de George W. Bush incluíram Paul Wolfowitz, Elliott Abrams, Richard Perle e Paul Bremer. Embora não se identificassem como neoconservadores, altos funcionários do vice-presidente Dick Cheney e do secretário de Defesa Donald Rumsfeld ouviram atentamente os conselheiros neoconservadores em relação à política externa, especialmente a defesa de Israel e a promoção da influência americana no Oriente Médio. Muitos de seus adeptos tornaram-se politicamente influentes durante as administrações presidenciais republicanas das décadas de 1970, 1980, 1990 e 2000, atingindo o pico de influência durante a administração de George W. Bush, quando desempenharam um papel importante na promoção e planejamento da invasão do Iraque em 2003.
O neoconservadorismo estadunidense enfatiza a política externa, especialmente as intervenções políticas e militares em outros países, como sendo o aspecto mais importante das responsabilidades do governo, no sentido de assegurar o papel dos Estados Unidos como única superpotência - condição considerada indispensável para a preservação da ordem mundial.
Os críticos do neoconservadorismo usaram o termo para descrever a política externa e os falcões de guerra que apóiam o militarismo agressivo ou o neoimperialismo. Historicamente falando, o termo neoconservador se refere àqueles que fizeram a jornada ideológica da esquerda antistalinista para o campo do conservadorismo americano durante as décadas de 1960 e 1970. O movimento teve suas raízes intelectuais na revista Commentary, editada por Norman Podhoretz. Eles se manifestaram contra a Nova Esquerda e assim ajudaram a definir o movimento.
O primeiro neoconservador declarado foi Irving Kristol, que explicitou sua condição em artigo de 1979, intitulado Confessions of a True, Self-Confessed 'Neoconservative' ("Confissões de um verdadeiro 'neoconservador' confesso"). O pensamento neocon rompeu com o conservadorismo a medida que se mostrou ser um pensamento europeu e não do novo mundo.

## Neoconservadores notáveis
- Georges W. Bush, 43º presidente dos Estados Unidos da América entre 2001 e 2009;[13]
- Dick Cheney, ex-vice-presidente dos Estados Unidos entre 2001 e 2009;[14]
- William Bennett, Secretário de Educação de Ronald Reagan;[15][16]
- John R. Bolton, ex-embaixador nas Nações Unidas e ex-conselheiro de segurança nacional;[17]
- Jeb Bush, 43º governador da Flórida e candidato republicano às eleições presidenciais de 2016;[18]
- Liz Cheney, ex-representante dos EUA por Wyoming;[19]
- Nikki Haley, 29º Embaixadora dos EUA nas Nações Unidas e 116º Governadora da Carolina do Sul;[20]
- Asa Hutchinson, 46º governador do Arkansas;[21]
- Jeane Kirkpatrick, Embaixadora nas Nações Unidas;
- Irving Kristol, jornalista e colunista;[22]
- Douglas Murray, autor e comentarista político britânico;[23]
- Niall Ferguson, autor e historiador escocês;[24][25]
- Ben Shapiro, comentarista político, autor, fundador e editor do The Daily Wire;[26]
- Joseph Liberman, candidato democrata em 2000 para vice-presidente dos Estados Unidos;
- John McCain, candidato republicano à eleição presidencial de 2008;[27]
- Mike Pompeo, ex-representante pelo Kansas e ex-secretário de Estado dos EUA;[28]
- Colin Powell, general e político americano;
- Marco Rubio, candidato republicano nas eleições presidenciais de 2016;[29][30]
- Donald Rumsfeld, secretário de Defesa de George W. Bush;
- Paul Wolfowitz, vice-secretário de Defesa entre 2001 e 2005 e Diretor do Banco Mundial de 2005 a 2007.[31][32]